# Краснознаменский (Алтайский край)
Краснознаменский ― посёлок в Курьинском районе Алтайского края России, входит в состав Краснознаменского сельсовета.
Расстояние до краевого центра — г. Барнаула — составляет 269 км. Расстояние до районного центра — села Курья — 50 км.

## Население
| 1997 | 1998 | 1999 | 2000 | 2001 | 2002 | 2003 |
| ---- | ---- | ---- | ---- | ---- | ---- | ---- |
| 189  | ↗191 | ↘190 | ↗196 | ↘187 | ↘167 | ↘164 |
| 2004 | 2005 | 2006 | 2007 | 2008 | 2009 | 2010 |
| ↘161 | ↘154 | ↘145 | ↘126 | ↘102 | ↗104 | ↘95  |
| 2011 | 2012 | 2013 |      |      |      |      |
| ↘93  | ↘87  | ↘77  |      |      |      |      |

## Расположение
Муниципальное образование Краснознаменский сельсовет Курьинского района Алтайского края на берегах реки Локтевки и небольшой речки Грязнухи появилось в результате административного деления территории сельских поселений, связанного с освоением целины в 50‐е годы XX века, а также в связи с организацией и деятельностью «Совхоза Краснознаменский». Река Локтевка разделяет поселок на две части. В западной, более ровной части, находятся пахотные земли. На восточной стороне рельеф более сложный, присутствуют увалы и мелкие сопки, поэтому там больше сельскохозяйственных угодий, сенокосов и пастбищ.
Основой для возникновения нового посёлка стало поселение Краснознаменка, которое было поделено на посёлок Краснознаменский и село Краснознаменка. В границы сельсовета также входит поселок Новознаменка. Все поселения находятся в пределах 1,2—5 км. Границы посёлков были определены в 1920 году.

## Климат
Предгорно-степная зона определяет климатический характер региона и соответствует континентальному климату: жаркое лето и холодная зима. Почва представляет собой, в основном, чернозем обыкновенный со средним содержанием гумуса.

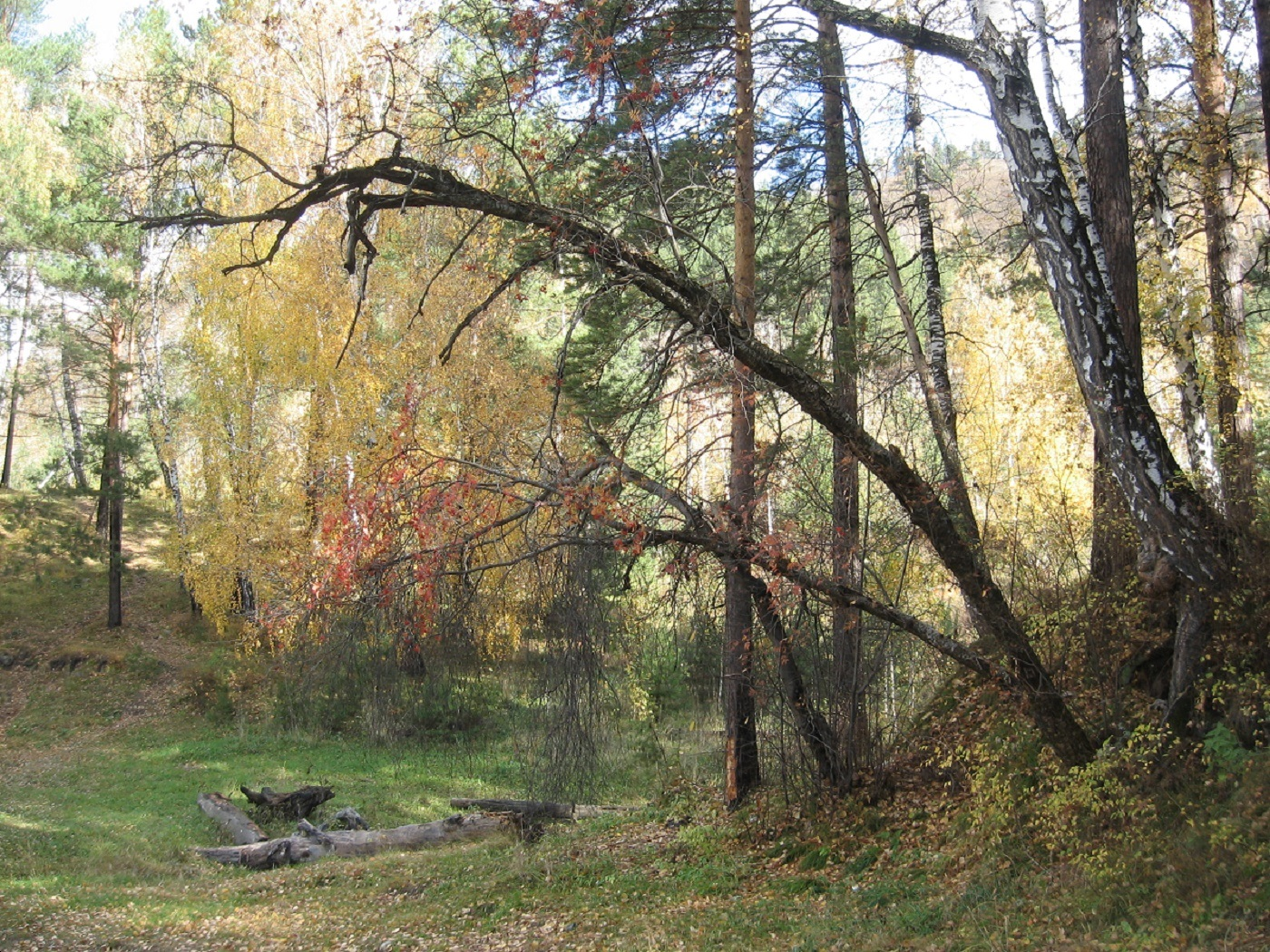
Алтайский край. Осень.

## Инфраструктура
В посёлке 14 улиц, есть врачебная амбулатория, филиал сбербанка, Краснознаменский КДЦ, библиотека и школа. Здание школы построили во время освоения целины. Сначала она была семилетней, а с 15 августа 1956 г. стала средней. В 1995 году постановлением администрации Курьинского района ей был присвоен статус «Краснознаменская средняя общеобразовательная школа».

## Экономика
В личных подсобных хозяйствах населения содержится скот, птица, развито предпринимательство, в основном, в области торговли.
Работает ЗАО «Совхоз Краснознаменский», где выращивают зерновые и зернобобовые культуры, овощи и фрукты.

## Интересные факты
В годы активного освоения целины в поселке Краснознаменский побывал премьер-министр Индии Джавахарлал Неру (июнь 1955 года).